# Valeriano Bozal
Valeriano Bozal Fernández (Madrid, 24 de noviembre de 1940 - Madrid, 2 de julio de 2023) fue un historiador e historiador del arte español, especializado en literatura e historia hispánica y, más concretamente, en estudios sobre el arte en España. Destacó por ser un estudioso de la obra de Francisco de Goya, siendo este tema recurrente en sus conferencias.
Era también colaborador habitual del Museo del Prado, el cual le distinguió entregándole varios premios. Ha presentado también numerosas exposiciones de esta institución, especialmente sobre Goya. Ha colaborado también con la redacción de la Enciclopedia del Museo del Prado, proyecto colaborativo del cual formó parte redactando gran parte de las voces que la componen. Es especialmente importante su obra sobre Goya, por la que ha recibido gran cantidad de premios en la categoría de Historia del Arte. También ha escrito sobre otros maestros de la pintura, como Piero della Francesca.

## Biografía
Nacido en Madrid el 24 de noviembre de 1940, se licenció en Filosofía por la Universidad Complutense y en 1969 comenzó a dar clases en el Centro cultural Gredos, en Vallecas, Madrid. Poco después tomó la titularidad de la cátedra de filosofía de la Complutense. Desde 1962 publicó algunos de sus trabajos en revistas, principalmente sobre el modernismo, el impacto de Marx y Engels en el arte, y la obra de Maurice Merleau-Ponty.
Recaló en la editorial Ciencia Nueva, vinculada al PCE, en la que publicó su primera obra sobre el realismo en el arte. Más tarde, fue uno de los principales ideólogos del «Equipo Comunicación», donde publicaba, entre 1969 y 1977, sus teorías sobre el capitalismo, el comunismo, y el impacto que éstos habían tenido en el arte moderno, principalmente en la arquitectura.

El periodo histórico que se abre en la URSS en 1917 incluye procesos cuya riqueza no podemos ignorar. La construcción del hombre nuevo no se improvisa ni se resuelve por decreto: exige que hagamos uso de toda nuestra experiencia, que no renunciemos a nada de lo que es nuestro. El modelo soviético de construcción del socialismo no es único y por ello debemos llegar a comprender por qué fue adoptado en la URSS, qué coyunturas políticas daban sentido a los debates sobre la acumulación socialista o sobre la metodología de la planificación (nada es casual, nada es neutral). Tenemos que comprender que la alternativa entre el llamado realismo socialista (que no es un realismo y menos aún socialista) y las corrientes productivistas y constructivistas es una falsa alternativa. Los límites del constructivismo, las relaciones entre arte y producción, están determinados por la lucha de clases, por la transformación radical de las relaciones de producción. ¿Por qué los textos teóricos de Meyerhold, o los planteamientos de 1917-37 en la URSS sobre las relaciones entre socialismo, ciudad y arquitectura permanecen actuales (es decir, inasimilados, irrealizados)? ¿Por qué el periodo más rico e innovador de la historia humana ha quedado sepultado bajo la gris estupidez de los burócratas?
Valeriano Bozal, Teoría, práctica teórica (1971)

Colaboró con la revista Artes y, ya entrada la Transición española, dirigió la revista del Partido Comunista de España, Nuestra bandera. En ella, Bozal escribió sobre política y, nuevamente, sobre la influencia que el comunismo —del que se declara partidario—, puede tener en la sociedad y el arte. Desde 1987 dirige la colección La balsa de la medusa, donde ha publicado varias tesinas sobre la obra de Immanuel Kant.
Su faceta de historiador del arte le ha llevado a escribir sobre varios pintores, y en general, sobre el arte español. Ha escrito sobre el arte del siglo XX en España, sobre Piero della Francesca y sobre Francisco de Goya. En 2002 publicó un trabajo sobre Johannes Vermeer.

## Obras
- El lenguaje artístico, Madrid, Península, 1970.
- Una alternativa para la enseñanza, Madrid, Centropress, S.L., 1977. ISBN 8440028601
- El arte del siglo XX : La construcción de la vanguardia (1850-1939), Madrid, Cuadernos para el Diálogo, 1978. ISBN 8480260629
- Sátira y tragedia, las imágenes de Castelao, Sada, Do Castro, 1987. ISBN 8474923379
- Antes del informalismo. Arte español, 1940-1958: colección de arte contemporáneo, Madrid, Museo Nacional Centro de Arte Reina Sofía, 1996. ISBN 8445127322
- Arte y ciudad en Galicia, siglo XIX, Santiago de Compostela, Fundación Caixa Galicia, 1990. ISBN 8450592178
- Goya y el gusto moderno, Madrid, Tf, 1997. ISBN 8420671274
- El gusto, Madrid, ED Antonio Machado, 1999. ISBN 8477745943.
- Pinturas negras de Goya, Madrid, Tf, 1997. ISBN 8489162751
- Johannes Vermeer de Delft, Madrid, Tf, 2003. ISBN 8495183749
- Arte solidario. Exposición conmemorativa del primer aniversario de los atentados en las estaciones de Atocha, El Pozo y Santa Eugenia, Madrid, Comunidad de Madrid, 2005. ISBN 8445127322
- Francisco Goya, vida y obra, Madrid, Tf  (Aficiones, 5-6), 2005, 2 vols. ISBN 9788496209398